# NGC 3540
NGC 3540  (NGC 3548) je lećasta galaktika u zviježđu Velikom medvjedu. Naknadno je utvrđeno da je NGC 3548 isti objekt.

## Vanjske poveznice
- (eng.) SEDS: NGC 3540
- (eng.) Revidirani Novi opći katalog
- (eng.) Izvangalaktička baza podataka NASA-e i IPAC-a
- (eng.) Astronomska baza podataka SIMBAD
- (eng.) VizieR